# Medicinal Chemistry Research
Medicinal Chemistry Research (abrégé en Med. Chem. Res.) est une revue scientifique à comité de lecture qui publie des articles de recherches originales dans le domaine de la chimie médicinale.
D'après le Journal Citation Reports, le facteur d'impact de ce journal était de 1,402 en 2014. Le directeur de publication est Stephen J. Cutler (Université du Mississippi, États-Unis).